# GP2 아시아 시리즈

GP2 아시아 시리즈는 GP2 시리즈에서 파생된 오픈 휠 모터 레이싱의 한 형태였다.
이 시리즈는 2007년 모나코 그랑프리 주말에 공식적으로 발표되었다. GP2 시리즈 주최자인 브루노 미첼은 "GP2 아시아 시리즈가 포뮬러 원과 강력하고 실행 가능한 연결을 유지하는 것은 매우 중요하다. 2008년 아시아 그랑프리 프로그램의 지원 경주로 우리를 포함시키는 것은 이번 새로운 시리즈의 핵심이다."라고 말했다.
첫 번째 시즌은 메인 GP2 시리즈 오프 시즌인 1월부터 4월까지 진행되었으며 5번의 2개 레이스 미팅이 있었다. 새로운 스피드카 시리즈와 함께 진행되었으며 말레이시아와 바레인에서 열린 이벤트는 포뮬러 원 챔피언십을 위한 지원 레이스 역할을 했다.
아시아에서 자동차 경주를 홍보하기 위해 각 팀에는 서유럽이나 아메리카(북부 및 남부) 출신이 아닌 여권을 가진 드라이버가 최소 한 명 이상 있어야 한다. 의심의 여지를 없애기 위해 터키와 러시아는 유럽"국가 목록에 포함되지 않는다.
그러나 2008년 시즌에는 13개 팀 중 4개 팀이 두 명의 드라이버 중 한 명이 "고스트 드라이버"가 되고 시리즈 경쟁에 대한 상금을 받지 않는다는 합의 하에 두 명의 아시아인이 아닌 드라이버를 배치하기로 결정했다.
2011년 GP2 CEO 브루노 미셸(Bruno Michel)은 GP2 아시아 시리즈가 2011년 시즌 이후 유럽 시리즈와 통합될 것이라고 발표했다.

## 같이 보기
- GP2 시리즈
- GP3 시리즈
- 포뮬러 원
- 포뮬러 3
- 포뮬러 투